# 曼西 (缅甸)
曼西，缅甸克钦邦八莫縣城镇。曼西南部与31号国道相连，是36号国道的西端，36号国道将曼西与毗邻中国边境的木姐相连。

## 历史
1944年10月17日，国民革命军陆军新编第一军打败日军，攻占曼西。
缅甸内战期间，该镇于2024年5月遭到克钦独立军的袭击。